# سيرهي فاكولنكو
سيرهي فاكولنكو (بالأوكرانية: Вакуленко Сергій Миколайович)‏ هو لاعب كرة قدم أوكراني في مركز الدفاع، ولد في 7 سبتمبر 1993 في خاركيف في أوكرانيا. شارك مع منتخب أوكرانيا تحت 16 سنة لكرة القدم ومنتخب أوكرانيا تحت 17 سنة لكرة القدم ومنتخب أوكرانيا تحت 18 سنة لكرة القدم ومنتخب أوكرانيا تحت 19 سنة لكرة القدم ومنتخب أوكرانيا تحت 21 سنة لكرة القدم. أما مع النوادي، فقد لعب مع أولمبيك دونيتسك وشاختار دونيتسك ونادي إيليتشيفيتس ماريوبول.

## وصلات خارجية
- سيرهي فاكولنكو على موقع اتحاد أوكرانيا (الإنجليزية)
- سيرهي فاكولنكو على موقع قاعدة بيانات كرة القدم.إي يو (الإنجليزية)
- سيرهي فاكولنكو على موقع Soccerway.com (الإنجليزية)
- سيرهي فاكولنكو على موقع عالم كرة القدم.نت (الإنجليزية)